# Douce Dame Jolie
Douce Dame Jolie, även känd som Douce Dame, är en sång från 1300-talet som skrevs av den franske poeten och kompositören Guillaume de Machaut. Sången är en virelai och tillhör genren ars nova. Det är en av de mest kända och mest spelade sångerna från medeltiden. De flesta moderna inspelningarna är dock instrumentala. 
Sången har tolkats av åtskilliga artister, både på franska, engelska och andra språk. Sången framförs dock inte alltid i dess ursprungliga stil. År 1997 användes en instrumental version av sången som ledmotiv till sommarlovsprogrammet Salve.

## Artister som tolkat sången
Här följer exempel på artister som tolkat Douce Dame Jolie:
- Annwn
- Ayragon
- Theo Bleckmann
- Corvus Corax
- Två fisk och en fläsk
- Wisby Vaganter
- Lisa Lynne
- WirrWahr
- Kalabalik (musikgrupp)